# Amerika (Rammstein-dal)
Az Amerika a második kislemez a Rammstein német metálegyüttes Reise, Reise című stúdióalbumáról. A dal érdekessége, hogy bár németül van, angolul is énekelnek benne pár részt: a refrén végig angolul van, illetve a híres This is not a love song, John Lydon Public Image Limited nevű együttesének dalcíme is hallható: This is not a love song/I don’t sing my mother tongue (Ez nem egy szerelmes dal/Nem az anyanyelvemen énekelek).
A dal a globalizációról és az elamerikanizálódásról szól. Till Lindemann egy interjújában kijelentette, hogy a számmal nem kritizálni akarnak, és témája sem politikai. Csak a tényeket közölték.

## Videó
„Meg akartuk mutatni az USA-nak, hogy mi a helyzet. Ki akartuk parodizálni az olyan országokat, amik elhiszik és követik az amerikai kultúrát. A tangóhoz két fél kell. Úgy gondoltuk, vicces ötlet, amint egy mohamedán kisétál a McDonaldsból hamburgert éve, és leszedve turbánját azt gondolja: „Szabad vagyok”. Szintén játszani akartunk a Holdra szállással kapcsolatos összeesküvésekkel, és még sosem láttunk olyan klipet, ahol egy együttes a Holdon játszik, szóval szerintünk ez nagyszerű ötlet volt.” Archiválva 2007. november 10-i dátummal a Wayback Machine-ben
A videó kerettörténete a Holdra szállást mutatja be. A tagok a Holdon adják elő a számot szkafanderben. Az énekes Till Lindemann űrruháján tisztán olvasható az Armstrong szó. Ez egyértelmű utalás Neil Armstrongra.
Közben különböző kultúrájú embereket mutatnak, akik amerikaiként viselkednek. Szintén megjelennek az amerikai őslakosok, az indiánok, akik épp harcra készülnek. Ez a része a klipnek fekete-fehér. A videó végén kiderül, hogy az egész Holdon játszódó jelenetet egy stúdióban vették föl. Ez a Holdra szállás eredetisége körüli vitákra utal.

## Élő előadás
Élő előadás közben a billentyűs Christian "Flake" Lorenz egy Segway PT-t vezet, amihez szintetizátor van erősítve. A háttérben az Amerikai Egyesült Államok zászlaja látszik, és piros, fehér és kék konfetti hullik.
2005. július 30-án Flake véletlenül nekivezette a Segwayt Tillnek, Göteborgban, Svédországban, így az ezt követő koncerteket le kellett mondani. Ez a Koreában, Japánban, illetve Latin-Amerikában tartandó koncerteket érintette.

## Számok

### Német kiadás
1. Amerika (Album verzió)
2. Amerika (Angol Verzió)
3. Amerika (Digital Hardcore Mix - Remix by Alec Empire)
4. Amerika (Western Remix - Remix by Olson Involtini)
5. Amerika (Andy Panthen & Mat Diaz's Clubmix)
6. Amerika (Electro Ghetto Remix - Remix by Bushido & Ilan)
7. Amerika (Jam & Spoon So kann's gehen Mix)
8. Mein Herz brennt (Orchesterlied V - Album Verzió)

### Brit maxi kislemez (angol kiadás #1)
1. Amerika (Album verzió)
2. Amerika (Digital Hardcore Mix - Remix by Alec Empire)
3. Mein Herz brennt
4. Ich will (Orchesterlied VII)

### Brit bakelit kislemez (angol kiadás #2)
1. Amerika
2. Wilder Wein

### Brit DVD-kislemez
1. Amerika Video
2. Amerika The making of Video
3. Amerika (Single Version) - Audio Track